# Charlton (Kilmersdon)
Charlton – osada w Anglii, w hrabstwie Somerset. Leży 13,4 km od miasta Bath, 53 km od miasta Taunton i 167,2 km od Londynu. W latach 1870–1872 miejscowość liczyła 241 mieszkańców.